# Bjørn Jernside
Bjørn Haraldsen (Bjørn Jernside) (død 1134) var en dansk kongesøn, søn af Harald Kesja. Kæmpede ved Kong Erik Emunes side, men blev henrettet af ham. Tilnavnet Jernside blev givet ham på grund af hans mod i kamp. Gift med prinsesse Katarina Ingesdatter af Sverige. En datter, Kristina Bjørnsdatter, blev ifølge en islandsk kilde gift med Erik den Hellige.